# Pianeta della Guerra
Il Pianeta della Guerra (in lingua originale Warworld) è un pianeta artificiale presente in numerose storie della DC Comics. È apparso per la prima volta in DC Comics Presents n. 27 (novembre 1980) e fu creato da Len Wein e Jim Starlin.

## Storia
Il Pianeta della Guerra fu creato da una razza aliena dedita alla guerra chiamata Warzoons, come loro ultima arma. Tuttavia, i Warzoons morirono misteriosamente, e l'ultimo di loro fu trovato morto sul trono di comando dai Largas, una razza aliena estremamente pacifica. I Largas lo seppellirono, e custodirono il dispositivo a forma di chiave che poteva attivare il Pianeta. Anche i Largas, col tempo, scomparvero, e l'ultimo di loro diede la chiave alla razza marziana, che una volta fu devastata dalla guerra, per la salvaguardia del Pianeta della Guerra prima di morire.
Il criminale spaziale Mongul (introdotto per la prima volta in questa storia) rapì tre degli amici di Superman per costringerlo a ritrovare la chiave per lui. Nonostante l'aiuto di Martian Manhunter, Mongul riuscì a fuggire con la chiave. Attivò il Pianeta della Guerra e si sedette sul trono di comando, cui attraverso un collegamento mentale diretto permetteva di controllare la vasta gamma di armi. Superman si fece aiutare da Supergirl per attaccare il Pianeta della Guerra, ma il suo arsenale (inclusi missili nucleari alti come grattacieli) si dimostrarono troppo potenti. I due capirono che fu lo stesso trono a condannare la razza dei Warzoons, infatti lo stress neurologico era esaustivo fino alla morte per chi si sedeva sul trono di comando. Infine, i due eroi distrussero deliberatamente il sistema finché Mongul era incosciente.
Il sistema automatizzato del Pianeta della Guerra rappresentava ancora una minaccia, però, così Supergirl ne distrusse le difese volando verso il Pianeta ad una velocità superiore a quella della luce. Superman la seguì e fece sì che il Pianeta della Guerra si autodistruggesse. Tentò di ritrovare Mongul per salvarlo, ma il criminale riuscì a fuggire con mezzi sconosciuti.
Dopo che la storia dell'Universo DC fu cambiato dopo la Crisi sulle Terre infinite, il Pianeta della Guerra fu reintrodotto in una storia a multi parti del fumetto di Superman. In questa versione, Mongul ottenne il Pianeta della Guerra da un trio di alieni che gli permisero di utilizzarlo per formare un suo impero spaziale (minacciando altre razze alla sottomissione). Superman, che all'epoca si era autoimposto un esilio dalla Terra (a causa di problemi mentali derivati dell'esecuzione di tre super criminali nella Zona fantasma), inciampò nell'impero di Mongul, e finì per essere costretto a combattere nella sua arena dei Gladiatori. Superman sconfisse il campione corrente, Draaga, ma rifiutò di ucciderlo. Infine, Superman sconfisse Mongul. Riuscì perfino a trovare l'Eradicatore durante questi eventi. Draaga finì per divenire il nuovo padrone dell'impero, ma presto abbandonò la sua posizione per cercare una rivincita contro Superman; morì sulla Terra.
Il Pianeta della Guerra fu successivamente visto anni dopo in un'altra storia a multi parti nei fumetti di Superman, "Panic in the Sky", in cui Brainiac conquistò il Pianeta e lo utilizzò per attaccare la Terra. Con l'aiuto di molti altri supereroi, Superman sconfisse gli attacchi e distrusse il Pianeta della Guerra.
Nella storia Il Regno dei Supermen, Mongul e Cyborg Superman vollero trasformare la Terra in un nuovo Pianeta della Guerra. Distrussero Coast City e danneggiarono Metropolis per costruirvi sopra una "città-motore". I loro piani furono sventati da un Superman resuscitato, Supergirl, Superboy, Acciaio, Eradicatore, ed Hal Jordan.
Anni dopo, in un'altra storia in diverse parti di Superman (Our Worlds at War) il criminale dello spazio Brainiac 13 trasformò il pianeta Plutone in un nuovo Pianeta della Guerra, ma Superman, con i poteri incredibilmente incrementati dopo un tuffo nel sole, lo distrusse.
In Legion n. 5, ottobre 2001, che è ambientato nel futuro, questo Plutone/Pianeta della Guerra, era il centro di una storia del passato; in questa continuità non fu mai distrutto da Superman.

## Abitanti
Quando il Pianeta della Guerra fu distrutto dopo l'invasione di Brainiac sulla Terra, i suoi abitanti (Warzoons) invasero Metropolis. Al fine di attivare nuovamente le loro macchine da guerra, andarono sotto terra e presero controllo del Mondo Sotterraneo di Metropolis, un sistema fognario dove risiedevano alcuni abitanti. Il loro leader, Clawster, fu sconfitto da Superman e furono catturati dal Progetto Cadmus. Un attacco da parte di Doomsday liberò Clawster e alcuni suoi seguaci, che lo stesso Doomsday uccise.
In Adventures of Superman n. 512 molti più abitanti del Mondo Sotterraneo furono visti morire sotto le mani del Parassita dopo che fu lasciato libero.

## Altri media

### Radio
- Mongul e il Pianeta della Guerra comparvero anche nell'adattamento radiofonico della storia Il Regno dei Supermen.

### Televisione
- Il Pianeta della Guerra comparve nella prima stagione della serie animata Justice League, in due episodi chiamati Il pianeta della guerra.
- Il Pianeta della Guerra comparve nell'episodio "Duel of the Double Crossers" della serie animata Batman: The Brave and The Bold. Batman (al fianco di altri alieni) vi fu portato da Jonah Hex per competere in alcuni giochi. Questo Pianeta della guerra, come quello dell'Universo Animato DC, è molto più simile ad un pianeta che ad un satellite. Nell'episodio "Death Race to Oblivion", Mongul minacciò di distruggere la terra con la sua "Luna della Guerra" simile alla Morte Nera.
- in Young Justice: Invasion il pianeta della guerra è un satellite costruito da una razza di alieni estinta e viene controllato da Mongul, il quale viene sconfitto dai vari membri della Squadra, poco dopo Blue Beetle, in modalità on, tradisce il gruppo e permette ai Reach di prendere il controllo del Mondo Guerra.

### Videogiochi
- Il Pianeta della Guerra comparve nel videogioco Superman Returns.